# Степные витязи (фильм)
«Степные витязи» (монг. Цогт тайж?, ᠴᠣᠭᠲᠤ ᠲᠠᠶᠢᠵᠢ? — «Цогто-тайджи») — двухсерийная историческая драма о событиях XVII века в Халхе, снятая в 1945 году в Монголии. Режиссёром односерийного русскоязычного варианта фильма стал Юрий Тарич. В оформлении принимали участие народные художники МНР У. Ядамсурэн, Л. Гава, Н.-О. Цултэм.

## Сюжет
Гуши-хан поддерживает переход Халхи под власть маньчжуров, опираясь на буддийское духовенство школы гелуг в противовес «красной вере» карма-кагью. В этом ему противостоит Цогто-тайджи. Сын Цогто Арслан и дочь Гуши-хана Хулан влюбляются друг в друга. Хулан сообщает о готовившемся нападении солдат своего отца и монахов-гелугпинцев на дворец Цогто, однако тот не успевает спасти мать. Тогда Цогто принимает от Лигдэн-хана меч Чингисхана и по его приказу отправляется к монголо-тибетской границе для решающей битвы с захватчиками.

## В ролях
- Цогто-тайджи — Ц. Цэгмэд
- Арслан-тайджи — А. Цэрэндэндэв
- Лигдэн-хан — Д. Бат-Очир
- Гуэн-Батор — Б. Жигмиддорж
- лама красной веры — Ж. Лувсанжамц
- Хулан — Ч. Долгорсурэн
- Чин-Тайху, мать Цогто — Д. Ичинхорлоо
- Гуши-хан — Ч. Цэвээн
- Тумэнхэнсайн — Цултэмжамц
- Майдари-хутухта — Шаравдо
- Ахай-дайчин — Г. Гомбосурэн
- Бошигту-нойон — Ёндонсамбу[2]
- Зундуйн Цэндэхуу

## Премьеры
- — на экраны Монгольской Народной Республики фильм вышел 17 ноября 1945 года[3]
- — фильм демонстрировался в советском прокате с 28 сентября 1946 года[3][комм. 1].

## Реставрация
В 2009 году Комитет по искусству и культуре Монголии разработал проект по восстановлению и реставрации фильма в США. С этой целью он заключил целевой договор с нью-йоркской компанией «Cineric Laboratories». После обновления фильм будет храниться в цифровой форме.

## Комментарии
1. ↑  Дубляж — «Союздетфильм», 1946 г., р/у 934/46.